# Lars Leksell
Lars Gustaf Fritiof Leksell, född 24 november 1907 i Fässbergs socken, idag i Mölndals kommun, död 12 januari 1986 i Schweiz, var en svensk läkare, neurokirurg och professor. 

## Biografi
Han utbildade sig till läkare vid Karolinska institutet och arbetade som kirurg vid Serafimerlasarettet och Sundsvalls lasarett, samt tjänstgjorde som militärläkare under finska vinterkriget 1939-1940. Han disputerade 1945 vid Karolinska institutet. Han blev professor i neurokirurgi vid Lunds universitet 1958, men återvände 1960 till Karolinska Institutet som professor i neurokirurgi, där han stannade till sin pensionering 1974. Han blev 1967 ledamot av Vetenskapsakademien.

## Strålkniven
Lars Leksell utvecklade strålkniven, i modern kommersiell tappning kallad Leksell Gamma Knife, tillsammans med Börje Larsson. Strålkniven använder gammastrålning för att möjliggöra hjärnkirurgiska ingrepp utan att skallbenet behövde öppnas. Leksell genomförde den första oblodiga operationen med en utrustning av denna typ 1951. Den kommersialiserades senare av Elekta AB, under ledning av sonen Laurent Leksell.